# Thank God I'm a Country Boy
Thank God I'm a Country Boy, conosciuto anche semplicemente come Country Boy, è un brano musicale scritto da John Martin Sommers ed inciso da John Denver nel suo album Back Home Again del 1974.
La versione dal vivo registrata il 26 agosto 1974 presso lo Universal Amphitheatre di Los Angeles, inclusa nell'album An Evening with John Denver del 1975, fu pubblicata su singolo e raggiunse la vetta delle classifiche statunitensi Billboard Hot Country Singles e Billboard Hot 100.

## Descrizione
La canzone fu composta da John Martin Sommers, polistrumentista nella band di accompagnamento di Denver, il 31 dicembre 1973 (in coincidenza con il trentesimo compleanno di Denver) mentre era in viaggio in auto da Aspen, Colorado a Los Angeles. Sommers ricordò che in quel momento si sentiva "pacifico, felice e contento" della sua sorte nella vita e lungo il percorso iniziò a scarabocchiare alcuni appunti sul suo stato di beatitudine, che servirono come ispirazione per la canzone.

## Cover
- Billy Dean nel 2004;
- Alvin and the Chipmunks nell'album Urban Chipmunk (1981);
- Brad Johner nell'album Free (2003);
- The Road Hammers nel disco The Road Hammers II (2009);
- Hampton the Hampster nel 2001 in Hampsterdance Hits.[5][6]
- Rednex come B-side del loro singolo Football Is Our Religion del 2008;
- Dolly Parton ha occasionalmente eseguito un arrangiamento bluegrass della canzone nei suoi concerti; ha anche eseguito la canzone in un episodio del suo spettacolo di varietà della metà degli anni settanta intitolato Dolly!;
- Village Girls con il titolo Thank God I'm a Country Girl.[7]